# Tres Hombres
Tres Hombres es el tercer álbum de estudio de la banda estadounidense de blues rock ZZ Top, publicado en 1973 por el sello London Records, cuyo nombre hace referencia a los tres músicos que conforman la banda. El disco continuó con el sonido iniciado con Rio Grande Mud, aunque este posee claros toques de rock and roll y boogie rock. 
De acuerdo al sitio Allmusic es el mejor trabajo del grupo lanzado en la década de 1970. Por su parte, en 2003 la revista Rolling Stone lo posicionó en el puesto 498 en su lista de los 500 mejores álbumes de todos los tiempos, para luego reubicarlo en el puesto 490 en su reedición de 2012.

## Antecedentes

### Grabación
El trío texano entró en los estudios Brian y Ardent en Memphis, Tennessee, a inicios de 1973. 

### Publicación
El álbum salió al mercado el 26 de julio de 1973. 

## Comentarios de la crítica
Luego de su publicación obtuvo positivas reseñas por parte de la prensa especializada. Stephen Thomas Erlewine de Allmusic lo consideró como el mejor álbum de la banda publicado en la década de 1970 y además mencionó: «Tres Hombres es el disco que trajo a ZZ Top su primer top ten, convirtiéndolos en estrellas en el proceso». Por su parte, Steve Apple de la revista Rolling Stone en 1973 mencionó: «ZZ Top parece ser uno de los power trios roqueros más innovadores, pero son solo una de varias bandas de rock sureño competentes» y además consideró que fue grabado con las presentaciones en vivo en mente, porque suena bastante bien. Cuarenta años después de su lanzamiento, Andrew Dansby de Houston Chronicle lo consideró como «un álbum lleno de personajes y hechos tan cargados de caricaturas, pero presentados de frente, como para evitar el escepticismo», y enfatizó que «está lleno de color y sabor». De igual manera, Andy Beta de Pitchfork Media lo citó como uno de los discos más grandes de la banda y mencionó: «el avance de ZZ Top en 1973 fue una fusión magistral de estilos, abarrotando el rock sureño, blues y boogie a través de la idiosincrasia propia de la banda».

## Recepción comercial y promoción
Alcanzó el puesto 8 en la lista estadounidense Billboard 200, la posición más alta para uno de sus discos hasta ese momento. En cuanto a su promoción se lanzó al año siguiente el sencillo «La Grange», canción que hasta el día de hoy es interpretado por la agrupación como uno de los temas finales y que obtuvo el puesto 41 en los Billboard Hot 100. De igual manera, pero solo en algunos países, se publicó el sencillo «Beer Drinkers & Hell Raisers» que no recibió mayor atención en las listas musicales.
A su vez, en el mismo año se certificó con disco de oro por la Recording Industry Association of America, tras vender más de quinientas mil copias en los Estados Unidos, siendo su primera certificación discográfica de su carrera.

### Ediciones posteriores
En la década de los 80, el trío se convirtió en estrellas de MTV, por lo que aprovechando su popularidad, lanzaron una versión remezclada de Tres Hombres, la cual no fue del agrado de su público, ya que los temas se escuchaban diferentes, en especial la batería., que fue enfatizada.
En el 2006 se estandarizó la mezcla que hoy está disponible en CD y plataformas digitales, que tuvo en cuenta la versión original. El tracklist incluye tres versiones en vivo de temas del álbum.

## Lista de canciones
| N.º | Título                           | Escritor(es)         | Duración |  |
| 1.  | «Waitin' for the Bus»            | Gibbons, Hill        | 2:59     |  |
| 2.  | «Jesus Just Left Chicago»        | Gibbons, Hill, Beard | 3:30     |  |
| 3.  | «Beer Drinkers and Hell Raisers» | Gibbons, Hill, Beard | 3:23     |  |
| 4.  | «Master of Sparks»               | Gibbons              | 3:33     |  |
| 5.  | «Hot, Blue and Righteous»        | Gibbons              | 3:14     |  |
| 6.  | «Move Me on down the Line»       | Gibbons, Hill        | 2:32     |  |
| 7.  | «Precious and Grace»             | Gibbons, Hill, Beard | 3:09     |  |
| 8.  | «La Grange»                      | Gibbons, Hill, Beard | 3:52     |  |
| 9.  | «Shiek»                          | Gibbons, Hill        | 4:05     |  |
| 10. | «Have You Heard?»                | Gibbons, Hill        | 3:15     |  |

| Pistas adicionales en remasterización 2006 |                                     |                      |          |  |
| N.º                                        | Título                              | Escritor(es)         | Duración |  |
| 11.                                        | «Waitin' for the Bus» (en vivo)     | Gibbons, Hill        | 2:42     |  |
| 12.                                        | «Jesus Just Left Chicago» (en vivo) | Gibbons, Hill, Beard | 4:03     |  |
| 13.                                        | «La Grange» (en vivo)               | Gibbons, Hill, Beard | 4:44     |  |

## Músicos
- Billy Gibbons: voz principal y coros, guitarra eléctrica
- Dusty Hill: bajo y coros
- Frank Beard: batería y percusiones